# Macaduma biangulata
Macaduma biangulata là một loài bướm đêm thuộc phân họ Arctiinae, họ Erebidae.